# Sinbads fantastiska resa
'Sinbad fantastiska resa (The Golden Voyage of Sinbad) är en amerikansk fantasy- och äventyrsfilm från 1974, baserad på berättelserna om Sinbad sjöfararen. Regi Gordon Hessler.

## Handling
Sinbad, prins av Bagdad och legendarisk sjöfarare, hittar en mystisk karta. Han beger sig tillsammans med den vackra slavinnan Margiana och storvisiren av Marabia ut på en farofylld sjöresa för att finna det gamla landet Lemuria.

## Rollerna
- John Phillip Law - Sinbad
- Caroline Munro -   Margiana
- Tom Baker      -   Koura